# Université nationale de pédagogie de Chuncheon
L'Université nationale de pédagogie de Chuncheon (en hangul : 춘천교육대학교) est une université nationale de Corée du Sud située à Chuncheon. Elle a la charge de la formation des futurs enseignants du primaire et du secondaire.

## Histoire
L'établissement a été créé en 1939 comme une école normale (춘천사범학교). Son cursus passe à 2 ans en 1962 puis à 4 ans en 1983. Il obtient le statut d'université en 1993. Une faculté de 2e cycle universitaire ouvre en 1996.